# Жизнь с Богом

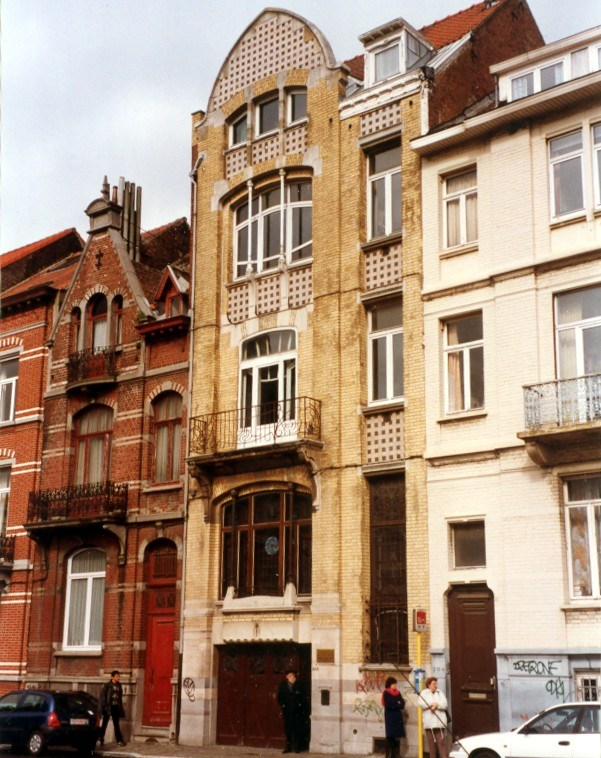
Здание «Жизни с Богом» в Брюсселе

«Жизнь с Богом» («La Vie avec Dieu») — христианское издательство, существовавшее в Брюсселе с 1945 по 2000 годы. 
Основано Ириной Михайловной Посновой, католичкой по вероисповеданию. Издательство было тесно связано с Центром Восточно-христианский очаг и Библиотекой им. Владимира Соловьёва в Брюсселе. Основной направленностью работы издательства являлось издание православной и католической литературы для русскоязычных эмигрантских общин и проповедь объединения православных и католиков. Активно издавало работы протоиерея Александра Меня (в советские годы его книги выходили за рубежом  под псевдонимами "Андрей Боголюбов" и  "Эммануил  Светлов"). 
После закрытия брюссельского издательства в Москве была зарегистрирована организация «Издательский дом „Жизнь с Богом“», занимающаяся преимущественно изданием трудов протоиерея Александра Меня.

## История
Во время Второй Мировой войны находившаяся в эмиграции Ирина Михайловна Поснова активно занималась гуманитарной помощью советским военнопленным, перемещённым лицам и вывезенным в Германию советским гражданам. 
С мая 1945 года И. М. Поснова совместно со Станиславом Тышкевичем организовала выпуск религиозной литературы на русском языке, в частности — двух журналов: католического издания «Жизнь с Богом» (под редакцией И. М. Посновой), давшего название издательству, и православного «Христианская жизнь» (под редакцией православного священника Константинопольского Патриархата о. Валента Роменского, настоятеля прихода в Льеже). 
Журналы имели практически идентичное содержание и оформление и различались только страницами, посвященными новостям общинной жизни. Издание журналов производилось в рамках работы Бельгийского комитета религиозной документации для Востока (Comité belge de documentation religieuse pour Orient). Позже под редакцией И. М. Посновой выходили журналы «Русский католический листок» (1949 — 1950 гг), «Русский католический вестник» (1951 — 1952; 1953 - 1970),  «Логос» (1971 — 1988) и «Россия и Вселенская церковь».
В 1954 году в Брюсселе был организован католический приход византийского обряда, в конце декабря 1954 года получивший собственную домовую Благовещенскую церковь и духовно-просветительский центр с библиотекой имени Владимира Соловьёва, с которыми стало активно сотрудничать издательство. 
С 1955 по 1998 год настоятелем прихода и редактором издательства являлся пресвитер (впоследствии — протопресвитер) Антоний Ильц.
Активное сотрудничество и участие в издательских проектах «Жизни с Богом» проявляли профессор Михаил Николаевич Гаврилов (1893 — 1954) и писатель Борис Николаевич Ширяев (1889 — 1959). С середины 1950-х сотрудником издательства стал русский католический священник отец Иоанн Корниевский (1910 — 1984). Близким другом и участником проекта по подготовке переводов Священного Писания на русский язык был русский протестантский пастор Алексей Павлович Васильев (1909 — 1978), руководивший общиной русских пятидесятников в Брюсселе.
С 1951 года и до своей смерти в Брюсселе при «Жизни с Богом» проживали русский католический владыка Павел Мелетьев (1880 — 1962), титулярный епископ Гераклеопольский и его сестра игумения Серафима Мелетьева.
С сентября 1967 года при участии сотрудников издательства и протопресвитера Валента Роменского стала выходить передача «Мир и свет жизни» на частоте «Монте-Карло (радиостанция)».
С 1969 года постоянным автором издательства стал протоиерей Александр Мень, что с одной стороны послужило распространению Православия в Европе и популярности издательства в России, с другой — дало один из поводов для последующих обвинений (неофициальных) о. Александра Меня в ереси и филокатоличестве.
В 1970 году издательство было награждено крестом «За заслуги перед Церковью и Папой» («Pro Ecclesia et Pontifice»).
В 1991 году издательство организовало выставки-продажи своей продукции в Москве и в Санкт-Петербурге.
Основными целями работы издательства было издание литературы, пропагандирующей христианский экуменизм и единение Православия и Римо-Католичества, а также нелегальное распространение религиозной литературы на территории СССР.
Издательство прекратило свою деятельность в 1998 году со смертью протопресвитера Антония Ильца. Однако фактически с конца 80-х годов XX века деятельность издательства заключалась исключительно в перепечатке и распространении ранее изданной литературы. Причиной этому послужила нормализация религиозной жизни в СССР и появление легальных советских христианских издательств, позволивших собственными силами реализовать потребности русскоязычных православной и католической общин в соответствующей литературе.
В 2000 году издательство, духовно-просветительский центр и русский католический приход в Брюсселе были закрыты. В этом же году часть редакционного архива, а также личные документы, переписка и прочие материалы, вместе с книгами из библиотеки им. Владимира Соловьёва при центре, последним участником «Жизни с Богом» митрофорным протопресвитером Кириллом Козиной (1925 — 2004) были переданы в итальянский центр «Христианская Россия» («Russia Cristiana») в городе Сериате, провинция Бергамо, регион Ломбардия. Документы доставили основатель и руководитель центра митрофорный протопресвитер Романо Скальфи и сотрудник этого центра Джованна Валенти. Научное описание архива в 2008 — 2009 годах выполнил Владимир Колупаев

## Наиболее известные издания

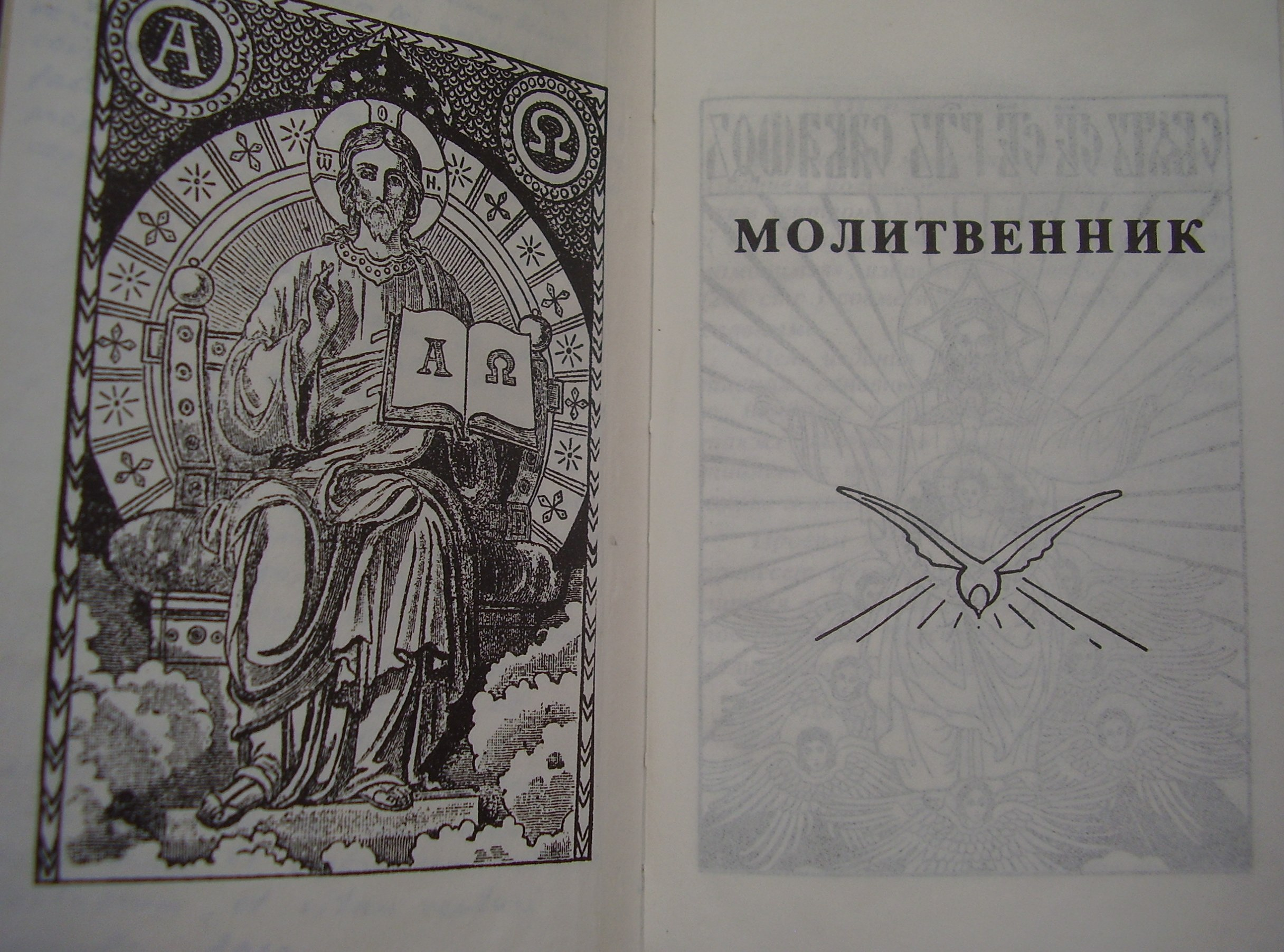
Молитвослов, издание "Жизни с Богом"

- «Брюссельская Библия», издание синодального перевода Ветхого и Нового Заветов с параллельными местами и с комментариями о. Александра Меня. По свидетельству вдовы о. Александра[2] комментарии, подготовленные в полном соответствии с православным Преданием и догматикой, были впоследствии в издательстве частично отредактированы и приведены в соответствие с догматикой и Преданием Римско-католической церкви.

- о. Александр Мень, «Сын Человеческий» (напечатано под псевдонимом «Андрей Боголюбов»)
- о. Александр Мень, «В поисках пути, истины и жизни», 6 томов (напечатано под псевдонимом «Эммануил Светлов»)
- Молитвослов карманного формата «Жизнь с Богом»
- «Цветочки Св. Франциска Ассизского»
- Св. праведный Иоанн Кронштадтский, «Моя жизнь с Богом»
- святитель Игнатий Брянчанинов, «Отечник»
- святитель Феофан Затворник, «Путь ко спасению»
- собрание сочинений Владимира Соловьёва
- М. Э. Поснов, «История Христианской Церкви»

## Книги издательства «Жизнь с Богом»
В основе каталог выставки издательства «Жизнь с Богом» (М.: Рудомино, 1991)
- Аврелий Августин. Творения. 1974. Т. 1. 474 с.; Т. 2. 404 с; Т. 3. 333+92 с.
- Адам К. Иисус Христос. — 1961. — 368 с.
- Акафист ко причащению Святых Христовых Тайн. — 1955. — 19 с.
- Акафист Преподобному отцу нашему Бенедикту Нурсийскому чудотворцу. — 1962. — 19 с.
- Акафистник. — 1978. — 704 с.
- Акафистник. — 1981. — 728 с.
- Апостолическое послание Папы Иоанна Павла II по случаю 1000-летия крещения Киевской Руси. — 1987. — 45 с.
- Апостольское послание ко всем народам России Папы Пия XII. — 1952. — 11 с.
- Арсеньев Н. С. Единый поток жизни. — 1973. — 298 с.
- Арсеньев Н. С. О Достоевском. — 1972. — 64 с.
- Арсеньев Н. С. О жизни преизбыточествующей. — 1986. — 277 с.
- Байгачев И. Н. Спаситель мира: Евангелие для детей. — 1956. — 88 с.
- Беломорский А. Православие и папство. 1965. — 36 с.
- Беломорский А. Правы ли отрицатели религии. — 1965. — 91 с.
- Беломорский А. Что значит быть православным? — 1954. — 55 с.
- Бем А. Л. Церковь и русский литературный язык. — 1988. — 84 с.
- Библия для детей. — 1983. — 64 с.
- Библия. — 1973. — 2357 с., 8 карт.
- Библия. — 1983. — 2535 с.
- Библия. — 1989. — 2535 с., 8 карт.
- Беломорский А., иеромонах. Вселенский Собор: Слово Папы Иоанна XXIII при открытии II-го Ватиканского собора. — 1963. — 40 с.
- Беломорский А., иеромонах. О первенстве святого славного и всехвального апостола Петра: Как понимал его святой отец и учитель Церкви Иоанн Златоуст. — 1962. — 24 с.
- Божественная литургия: [Объяснение]. — 1963. — 40 с.
- Божественная литургия: Нотный сборник. — 1976. — 364 с.
- Большаков С. На высотах духа. — 1971. — 48 с.
- [Борисов Александр, свящ.] Начало пути христианина: В помощь катехизатору. — 1990. — 48 с.
- [Борисов Александр, свящ.]. Начало пути христианина: В помощь катехизатору. — 1989. — 48 с.
- Босси Г. Он и я. — 1961. — 99 с.
- Буйе Л. О Библии и Евангелии. — 1965. — 232 с.
- Буйе Л. О Библии и Евангелии. — 1988. — 232 с.
- Ванеев А. А. Два года в Абези: В память о Л. П. Карсавине. — 1990. — 386 с.
- Ватиканский Собор II: Декларация о религиозной свободе. 1967. 16 с. Декларация о христианском воспитании. 1968. 15 с. Декларация об отношении Церкви к нехристианским религиям. 1967. 8 с. Декларация о восточных католических Церквях. 1968. 15 с. Декрет о миссионерской деятельности Церкви. 1968. 46 с. Декрет о пастырской должности епископа Церкви. 1967. 31 с. Декрет о подготовке к священству. 1967. 20 с. Декрет о служении и жизни священников. 1967. 37 с. Декрет о средствах социального сообщения. 1968. 15 с. Декрет «Об апостольстве мирян». 1967. 36 с. Декрет об обновлении монашеской жизни с применением её к современным условиям. 1968. 16 с. Догматическая Конституция «О Божественном Откровении». 1967. 22 с. Догматическое Постановление о Церкви. 1966. 75 с. Конституция «О богослужении». 1967. 39 с. Об экуменизме: Постановление Ватиканского Собора. 1965. 22 с. Пастырская Конституция «Радость и надежда»: О Церкви в современном мире. 1967. 102 с. Указатели к документам Ватиканского Собора. 1975. 57 с.
- Вениамин (Милов), епископ. Чтение по литургическому богословию. 1977. 344 с.
- Вианней Ж.-М. Проповеди и уроки Закона Божия. 1969. 282 с.
- Виновска М. Маранафа. 1970. 148 с.
- Виновска М. Тайна Максимилиана Кольбе. 1972. 174 с.
- Воротников А. Подвижник Карл Фуко. 1956. 48 с.
- Гаврилов М. Н. Льва Великого, Папы Римского… житие. 1953. 48 с.
- Гаврилов М. Н. Ватикан. Война и мир. 1953. 27 с.
- Гаврилов М. Н. Духовные основы русской культуры: Основные идеи творчества Ф. М. Достоевского. 1954. 24 с.
- Гаврилов М. Н. Новые явления миру Пресвятой Богородицы: Повесть о Фатиме… 1949. 29 с.
- Гаврилов М. Н. Православие и Ферраро-Флорентийский собор. 1954. 16 с.
- Гаврилов М. Н. Святитель Николай Мир Ликийских чудотворец. 1950. 32 с.
- Гаврилов М. Н. Святитель Николай Мир Ликийских чудотворец. 1987. 32 с.
- Гаврилов М. Н. Тайна Рождества и Успения Пресвятой Богородицы. 1950. 17 с.
- Гаврилов М. Н. Туринская плащаница: Описание и научное объяснение. 1964. 24 с.
- Гаврилов М. Н. Ферраро-Флорентийский собор и Русь. 1955. 28 с.
- Гейтерс Г. Краткое изложение христианской жизни. 1946. 32 с.
- Георгий, блаженный. Акафист Божией Матери. 1954. 55 с.
- Гоголь Н. В. Размышления о Божественной литургии. 1963. 38 с.
- Гоголь Н. В. Размышления о Божественной литургии. 1976. 38 с.
- Гуардини Р. О Боге живом. 1962. 74 с.
- Гуардини Р. Познание веры. 1955. 80 с.
- Дидимов П. Пути Господни неисповедимы. 1952. 44 с.
- Дондейн А. Христианская вера и современная мысль. 1974. 284 с.
- Дондейн А. Христианство может и должно быть силой миролюбия в современном мире. 1974. 15 с.
- Дудко Димитрий, прот. Вовремя и не вовремя. 1978. 327 с.
- Евангелие от Луки и Деяния апостолов. 1989. 128 с.
- Евангельское повествование: Слово жизни вечной / прот. Иоанн Корниевский, ред. и сост. 1959. 508 с.
- Желудков Сергий, свящ., Любарский К. А. Христианство и атеизм. 1982. 241 с.
- Зандер В. Христос — новая Пасха. 1964. 31 с.
- Зандер В. Христос — новая Пасха. 1988. 38 с.
- Иванов В. И. Духовные стихи. 1986. 57 с.
- Иванов В. И. Собр. Соч. В 4-х томах: Т. 1. 1971. 872 с.; Т. 2. 1974. 852 с.; Т. 3. 1979. 896 с.; Т. 4. 1987. 800 с.
- Иванов В. И. Эссе, статьи, переводы. 1985. 221 с.
- Извольская Е. А. Американские святые и подвижники. 1959. 199 с.
- Извольская Е. А. Явления Гуадалупской Бохией Матери. 1965. 24 с.
- Ильин В. Н. Арфа царя Давида в русской поэзии. 1960. 77 с.
- Иоанн (Шаховской), архиепископ. Удивительная земля. 1983. 95 с.
- Каррель А. О молитве; Ладриер Ж. Как научная деятельность включается в христианскую жизнь / Серия: Религия, философия и наука. 1967. 31 с.
- Каррель А. Путешествие в Лурд. 1951. 20 с.
- Карсавин Л. П. Католичество. 1974. 151 с.
- Карух М. Шарль де Фуко и его последователи. 1968. 182 с.
- Клостер И. Вечная юность. 1962. 86 с.
- Ключ к пониманию Библии. 1960. 24 с.
- Ключ к пониманию Священного Писания. 1982. 698 с.
- Кологривов Иоанн, иеромонах Очерки по истории русской святости. 1961. 419 с.
- Куртуа Р. Что говорят о Боге современные ученые? 1960. 62 с.
- Лев Ж. Великие учители молитвы. 1986. 214 с.
- Легион Пресвятой Богородицы: Информационная брошюра с выдержками из «Руководства Легиона» / Ставровский А.В, Ильин В. Н. перевод и редакция. 1963. 99 с.
- Лелотт Ф. Где Правда? 1962. 80 с.
- Лелотт Ф. Решение проблемы жизни: Христианское мировоззрение. 1959. 390 с.
- Лобье де П. Социальная доктрина католической Церкви. 1989. 254 с.
- Лука (Войно-Ясенецкий), архиепископ. Дух, душа, тело. 1978. 183 с.
- Лука (Войно-Ясенецкий), архиепископ. Дух, душа, тело. 1988. 183 с.
- М. В. [Волконская Мария] и С. Т. [Тышкевич Станислав]). Дон Боско — друг беспризорных. 1951. 52 с.
- Мень Александр, прот. Истоки религии. 1981. 428 с.
- Мень Александр, прот. Как читать Библию. 1981. 228 с.
- Мень Александр, прот. Небо на земле. 1969. 236 с.
- Мень Александр, прот. Сын Человеческий. 1976. 327 с.
- Мень Александр, прот. Сын Человеческий. 1983. 494 с.
- Мень Александр, прот. Таинство, слово и образ. 1980. 285 с.
- Мережковский, Дмитрий Сергеевич. Испанские мистики. 1988. 378 с.
- Мережковский, Дмитрий Сергеевич. Реформаторы: Лютер, Кальвин, Паскаль. 1990. 137 с., XI; 100, XV; 177 и 47 с.
- Молитвенник для католиков латинского обряда. 1979. 144 с.
- Молитвенник для католиков латинского обряда: Господу помолимся. 1949. 159 с.
- Молитвенник. 1980. 502 с.
- Молитвенник. 1989. 510 с.
- Молитвенник: Миром Господу помолимся. 1948. 76 с.
- Монфор Гриньон, де. Тайна Пресвятой Богородицы. 1953. 70 с.
- Мориак Ф. Во что я верю. 1981. 110 с.
- Моррен Л. Бог свободен и связан. 1990. 143 с.
- Неведомая стихия. 1967. 200 с.
- Никодим (Ротов), митр. Иоанн XXIII, Папа Римский. 1986. 756 с.
- Николай (Ярушевич), митр. Радость и утешение христианина. 1991. 181 с.
- Новый Завет и Псалтирь. 1985. 1023 с.
- Новый Завет. 1964—1965. 758 с., 2 карты.
- Новый Завет. 1979. 758 с.
- Новый Завет. 1989. 790 с., 8 карт.
- Новый Завет. 1990. 758 с., 2 карты.
- Новый мир. 1957. 93 с.
- Новый мир. 1961. 94 с.
- Окружное послание Папы Иоанна XXIII «Вечная Премудрость Божия». 1962. 24 с.
- Окружное послание Папы Иоанна XXIII «Мать и наставница». 1962. 77 с.
- Окружное послание Папы Иоанна XXIII «Мир на земле». 1963. 51 с.
- Окружное послание Папы Павла VI «О всестороннем развитии народов». [Б.г.]. 69 с.
- Окружное послание Папы Пия XII «Сияющий венец славы». 1954. 30 с.
- Отечник. 1963. 549 с.
- Павлов А. Откуда явилось все это? 1972. 132 с.
- Папские послания Льва XIII, Пия XI и Пия XII «О положении трудящихся». 1942. 115 с.
- Пение на литургии Св. Иоанна Златоуста. 1976. 51 с.
- Перспективы для ума и сердца. 1962. 92 с.
- Повесть о Фатиме, величайшем чуде нашего времени. 1962. 127 с.
- Поль, аббат. Замысел Божий и чудеса его милосердной любви: Изложение христианского вероучения. 1990. 496 с.
- Поснов М. Э. История христианской Церкви до разделения Церквей (1054 г.). 1964. 614 с.
- Поснов М. Э. История христианской Церкви до разделения Церквей (1054 г.): Юбилейное издание. 1988. 614 с.
- Потерянная драхма: Из материалов самиздата. 1986. 200 с.
- Псалмы: Молитва народа Божия. 1965. 24 с.
- Раннехристианские отцы Церкви. 1978. 734 с.
- Ранние отцы Церкви. 1988. 734 с.
- Ратцингер Иосиф. Введение в христианство. 1988. 318 с.
- Ришом А. Винцент де Поль, или созидательная сила любви. 1968. 162 с.
- Рождественское радиопослание Папы Пия XII. 1952. 26 с.
- Свет и жизнь. 1990. 568 с.
- Светлов Э. [Мень Александр, прот.]. В поисках пути истины и жизни. Т. 1. Истоки религии. 1970. 415 с. Т. 2. Магизм и единобожие: Религиозный путь человечества до эпохи великих учителей. 1971. 669 с. Т. 3. У врат молчания: Духовная жизнь Китая и Индии в середине I-го тысячелетия до н. э. 1971. 332 с. (Второе издание 1986). Т. 4. Дионис, логос, судьба: Греческая религия и философия от эпохи колонизации до Александра. 1972. 396 с. Т. 5. Вестники царства Божия: Библейские пророки от Амоса до Реставрации «ХШ — IV века до н. э.». 1972. 647 с. (2 изд. 1986). Т. 6. На пороге Нового Завета: От эпохи Александра Македонского до проповеди Иоанна Крестителя. 1983. 827 с.
- Сенкевич Г. Камо грядеши? 1981. 528 с.
- Сергиев Иоанн [Кронштадтский], прот. Моя жизнь во Христе. 1988. 64 с.
- Сирот И. М. Русские пословицы библейского происхождения. 1985. 112 с.
- Словарь библейского богословия. 1974. 1287, Х с.
- Словарь библейского богословия. 1990.
- Смерти нет. 1954. 75 с.
- Сокрытые сокровища и новая жизнь: Археологические открытия и Евангелие. 1959. 193 с.
- Соловьёв В. С. Духовные основы жизни. 1958. 143 с.
- Соловьёв В. С. Духовные основы жизни. 1973. 143 с.
- Соловьёв В. С. Духовные основы жизни. 1982. 143 с.
- Соловьёв В. С. О христианском единстве. 1967. 489 с.
- Соловьёв В. С. Русская идея. 1952. 32 с.
- Соловьёв В. С. Русская идея. 1964.
- Соловьёв В. С. Русская идея. 1987.
- Соловьёв В. С. Собр. соч. в 12 томах (6 книгах + том писем): Фототипическое издание. Т. I—II. 1966. 415 с. Т. III—IV. 1966. 658 С. Т. V—VI. 1966. 486 с. Т. VII—VIII. 1966. 722 с. Т. IX—X. 1966. 527 с. Т. XI—XII. 1969. 674 с. Письма (4 тома и приложение в одной книге). 1970.
- Соловьёв В. С. Стихотворения и шуточные пьесы. 1970. 241с.
- Соловьёв С. М. Жизнь и творческая эволюция Владимира Соловьёва. 1977. 434 с.
- Тереза, св. Повесть об одной душе, ею самой описанной. 1955. 343 с.
- Тиволье П. Современная молодежь обсуждает самый важный вопрос… 1963. 24 с.
- Тиволье П. Спутник .искателя правды. Часть вторая. 1963. 511 с.
- Тиволье П. Спутник искателя правды. Часть первая. 1963. 108с.
- Трамон Р. Миссионерская эпопея Анны Марии Жавуэ. 1973. 160 с.
- Тышкевич Станислав, свящ. Единство Церкви и Византия. 1951. 139 с.
- Тышкевич Станислав, свящ. Католичество. 1950. 71 с.
- Тышкевич Станислав, свящ. Наставления о Святой Евхаристии русских подвижников благочестия и духовных писателей. Акафист ко причащению Святых Христовых Тайн. 1955. 109 с.
- Тышкевич Станислав, свящ. Наставления святого Тихона Задонского по социальному вопросу. 1955. 37 с.
- Тышкевич Станислав, свящ. Нерасторжимость христианского брака. 1955. 56 с.
- Тышкевич Станислав, свящ. Почему католики дорожат папством? 1961. 36 с.
- Тышкевич Станислав, свящ. Церковь Богочеловека. 1958. 581 с.
- Уайзмен Н. Фабиола: Повесть из древнеримской жизни. 1990. 216 с.
- Феофан [Говоров] Затворник, еп. Путь ко спасению: Фототипическое издание. 1962. 509 с.
- Фиртель X. Ирландец века. 1990. 186 с.
- Фома Кемпийский. О подражании Христу / Пер. с лат. К. П. Победоносцева. (С приложением краткого молитвослова). 1949. 354+15 с.
- Фома Кемпийский. О подражании Христу. 1983. 367 с.
- Франк С. Л. Религия и наука / Серия «Религия, философия и наука», N 1. 1953. 28 с.
- Франк С. Л. Смысл жизни. 1976. 171 с.
- Фроссар А. Соль земли: О главных монашеских орденах с иллюстрациями самого автора. 1973. 137 с.
- Хардуэн Р. Безграничное упование отца Б. Коттоленго. 1968. 144 с.
- Цветник духовный: Назидательные мысли и добрые советы, выбранные из творений мужей мудрых и святых. Фототипическое издание. - 1972. - 234+111 с.
- Цветочки Святого Франциска Ассизского. Фототипическое издание. — 1974. — 176 с.
- Ширяев Б. Религиозные мотивы в русской поэзии. — 1960. — 80 с.
- Шнакенбург Р. Новозаветная христология / Серия «Mysterium Salutis». Т. III, глава IV): Догматические основы Тайны Спасения. — 1986. — 160 с.
- Щепина Е. (сост.) Повесть древняя, но вечно новая: Жизнь святого Августина и святой Моники. — [Б. г.] — 46 с.
- Щепина Е. (сост.) Повесть древняя, но вечно новая: Жизнь святого Августина и святой Моники. — 1990. — 56 с.
- Щукин Н. Свет Невечерний. — 1963. — 28 с.
- Doudko D. Je crie ma foi. — 1980. — 302 p.
- Ducarme J. Entretiens sur les ondes. — 1975. — 222 p.
- Fatima e la conversione della Russia. — 1957. — 32 p.
- Lotte antireligiosa in Russia. — [s. a.] — 72 p.
- Morren L. Dieu est libre et lie. — 1975. — 131 p.
- Pia XII et la Russie: Lettre apostolique «Sacro Vergente Anno». — 1952. — 38 p.
- Rupp C. Message ecclesial de Solowiew. — 1974. — 603 p.
- Rupp C. L’Oecumenisme: Wladimir Solowiew. — 1975. — 131 p.

## Периодические издания
- «Жизнь с Богом». 1946—1963.
- «Христианская жизнь». 1946—1947.
- «Русский католический вестник». 1951—1952.
- «Россия и вселенская церковь». 1953—1970.
- «Логос». 1971—1988.

Список приведен по изданию: Колупаев В. Е. Брюссельское издательство Жизнь с Богом: Книжный мир Русского Зарубежья XX века. — Радиомиссия для советских слушателей, 2012. — 336 с. — ISBN 978-3-8484-0980-8